# Пошатово (Краснооктябрський район)
Пошатово (рос. Пошатово) — присілок в Краснооктябрському районі Нижньогородської області Російської Федерації.
Населення становить 356 осіб. Входить до складу муніципального утворення Краснооктябрський округ.

## Історія
До травня 2022 року входило до складу муніципального утворення Пошатовська сільрада.

## Населення
| 2002 | 2010 | 2012 | 2013 | 2014 | 2015 | 2016 |
| ---- | ---- | ---- | ---- | ---- | ---- | ---- |
| 494  | ↘441 | ↗447 | ↘440 | ↘427 | ↘412 | ↘403 |
| 2017 |      |      |      |      |      |      |
| ↘393 |      |      |      |      |      |      |